# Oskar Beyer (Schriftsteller)
Oskar Wilhelm Georg Laurenz Beyer (* 26. Juni 1890 in Dresden; † 1. Juli 1964 in Darmstadt) war ein deutscher Kunstschriftsteller sowie im Bereich „Christliche Archäologie, Kunst der allgemeinen Religionsgeschichte“ tätig.

## Leben
Er war der Sohn des Buchhändler Alexander Franz Thilo Beyer. Nach dem Schulbesuch studierte er an der Philosophischen Fakultät der Universität Leipzig. Hier wurde er am 9. Mai 1919 mit der Arbeit Böhme und Schopenhauer. Ein Beitrag zur psychologischen Entstehung und Struktur ihrer Systeme bei Eduard Spranger und Johannes Volkelt promoviert. Nach dem Militärdienst und der Gefangenschaft im Ersten Weltkrieg lebte er ab 1919 in Berlin und heiratete dort Margarete Loewenfeld (1893–1945), die im KZ Auschwitz-Birkenau „als evangelische ‚Volljüdin‘“ ums Leben gebracht wurde. Mit ihren drei Kindern Ralph Alexander (1921–2008), Frank-Michael (1928–2008) und Renate-Anita (verh. Henry) lebten sie 1927 bis 1931 in Dresden, wo Beyer u. a. als ein Gründungsmitglied und Geschäftsführer des Kunst-Dienstes e.V. tätig war. Er schied jedoch auf Grund persönlich-inhaltlicher und politischer Spannungen aus, um auf dem Darß u. a. mit dem Kunstmaler Bernhard Hopp und seiner Familie in einer Lebens- und Werkgemeinschaft zu arbeiten. Die Familie emigrierte am 1. Juli 1933 nach Kreta, kehrte jedoch in den Jahren ab 1935 bis Ostern 1937 über die Schweiz und Liechtenstein mit den beiden jüngeren Kindern nach Deutschland zurück. Dort lebte die Familie in einer nach den Nürnberger Gesetzen von 1935 so bezeichneten „priviligierten Ehe“ in Berlin-Spandau, Potsdam-Babelsberg und Rehbrücke. Die Nichtbenutzung des vorgeschriebenen Vornamens „Sahra“ führt 1944 zur Inhaftierung von Margarete und schließlich ins KZ. Ein Stolperstein erinnert in Nuthetal an ihr Schicksal.
Nach dem Krieg gelang ein gewisser Neuanfang für Oskar Beyer – wohl mit Hilfe von Gotthold Schneider vom ehemaligen Kunst-Dienst und von Otto Bartning, dem Kirchenbauarchitekten.
Eine zweite Ehe ging Beyer mit Annemarie Grunwald ab 1949 ein. Zahlreiche neue Publikationen knüpften an seine früheren Themen hauptsächlich von Kunst mit religiöser Thematik an.  Auch zu seinem Freund, dem Kunstmaler und Kirchenbaumeister Bernhard Hopp, kamen wieder eine regelmäßige Korrespondenz und gelegentliche Besuche zustande.